# Penandingan (Sungai Rotan)
Penandingan is een bestuurslaag in het regentschap Muara Enim van de provincie Zuid-Sumatra, Indonesië. Penandingan telt 1627 inwoners (volkstelling 2010).